# Supercoppa spagnola 2011 (pallavolo maschile)
La Supercoppa spagnola 2011 si è svolta il 24 settembre 2011: al torneo hanno partecipato due squadre di club spagnole e la vittoria finale è andata per la quinta volta all'Almería.

## Regolamento
Le squadre hanno disputato una gara unica.

## Squadre partecipanti
| Squadra | Qualificazione                                | Ultima partecipazione    |
| ------- | --------------------------------------------- | ------------------------ |
| Almería | Finalista Coppa del Re 2010-11                | Supercoppa spagnola 2010 |
| Teruel  | Vincitrice SVM 2010-11 e Coppa del Re 2010-11 | Supercoppa spagnola 2010 |

## Torneo
| 24 settembre 2011 Pab. Los Planos, Teruel Durata: 1h:28 - Spettatori: 2 000 | Teruel | 0 - 3 | Almería | 21-25, 17-25, 21-25 |